# ロバート・ゴダード

ロバート・ゴダードと彼が開発した最初の液体燃料ロケット

ロバート・ハッチングズ・ゴダード（Robert Hutchings Goddard, 1882年10月5日 – 1945年8月10日）は、アメリカの発明家・ロケット研究者。「ロケットの父」と呼ばれる。ロケット工学草創期における重要な開拓者の一人だが、彼自身の非社交的な性格もあって、生前に業績が評価されることはなかった。

## 生涯
ゴダードはマサチューセッツ州ウースターで生まれ、16歳でH・G・ウェルズのSF古典『宇宙戦争』を読むことで宇宙に対する興味を持ち始めた。ウースター工科大学卒業後、クラーク大学で博士号を取得し、1912年にプリンストン大学に研究員（フェロー）として採用された。1914年までに彼はスミソニアン協会からの財政援助を受けてロケット・モーターの設計に取り組んだ。1919年には月飛行の可能性について執筆した。
1926年3月16日にマサチューセッツ州オーバーンで最初の液体燃料ロケットを打ち上げた。その歴史的な出来事を彼は日記に簡潔に記入した。「液体推薬を使用するロケットの最初の飛行は昨日エフィーおばさんの農場で行われた」。“ネル”と名付けられたロケットは人間の腕くらいのサイズで、2.5秒間に41フィート上昇した。それは液体燃料推進の可能性を実証した重要な実験だった。
1929年に行われた実験の際、多くの野次馬が集まり、消防署に通報される騒ぎとなった。やってきた新聞記者に対してゴダードはあまり大げさにしないように頼み込んだのだが、ウスターの地方紙は「月ロケットは238,799.5マイルの目標を失った」との見出しで、月を目指したロケットが失敗して空中で爆発したという内容の記事を掲載した。実際には新聞記者が見たロケットの残骸は落下したロケットが地面に激突したことによるものであり、なおかつロケットは予定の高度に達して実験は成功していたのである。ゴダードはその事を必死に説明したのだが、後の祭りであり、これがきっかけとなってマサチューセッツ州内でのロケット発射実験を禁止された。しかしこのニュースからロケットの研究に興味を持ったチャールズ・リンドバーグの推薦により新たな資金援助を得て、後にUFO騒ぎで有名になるニューメキシコ州ロズウェルに実験場を移すことができた。ロケット研究の傍ら、磁気浮上式鉄道の研究も行っていたことが判明している。
第二次世界大戦が始まると、ゴダードはアメリカ海軍のためにロケット工学の研究を行ったが、海軍はその研究の価値を理解できなかった。唯一の例外は艦載機を短距離の滑走で発艦させるための補助ロケットだった。大戦中にゴダードは喉頭癌を発病し、対日戦勝間際の1945年8月に62歳で死去した。ゴダードが考案・発明した特許は214にのぼるが、ほとんどは彼の死後に与えられたものである。1960年に、合衆国政府はそのすべてをゴダード未亡人から100万ドルで買い取った。

彼の研究は時代を先取りしすぎていたため、同時代人からはマッドサイエンティスト扱いされ、しばしば嘲笑の対象になった。 ゴダードが1920年の論文『高々度に達する方法』で、ロケットは真空の宇宙空間でも推進できると主張したことに対し、ニューヨーク・タイムズ紙は、物質が存在しない真空中ではロケットが飛行できないことを「誰でも知っている」とし、ゴダードが「高校で習う知識を持っていないようだ」と酷評した。ゴダードは他の科学者やメディアから受けた不当な評価のため、他人を信用しないようになり、死去するまで研究は単独で行った。彼の死後、ロケットの重要性が認識されるにつれゴダードの業績が脚光を浴び、1959年に設立されたゴダード宇宙飛行センターは彼にちなんで命名された。1969年に、アポロ11号の月着陸の前日、ニューヨーク・タイムズ紙は49年前に発表したゴダードについての社説を撤回した。同紙はゴダードの実験を「より進んだ実験と調査」と呼び、「17世紀のアイザック・ニュートンの実験結果を確認し、大気中と同様に真空中でもロケットが飛行できることは明確にいま実証された。同紙は（作用・反作用の法則を間違って解釈していた）過ちを後悔する」との社説を発表した。またアポロ11号が月に到達した時、SF作家のアイザック・アシモフはすでに世を去ったゴダードに向かって、「ゴダードよ、我々は月にいる」という言葉を送った。『新スタートレック』に登場するシャトルクラフト・ゴダードは、彼の名から命名されている。
- 米国航空郵便切手に称えられたゴダード
- ウースター工科大学のゴダードホール

## 特許
- アメリカ合衆国特許第 1,102,653号
- アメリカ合衆国特許第 1,103,503号